# 後寮威靈宮
後寮威靈宮，臺灣澎湖縣廟宇，位於白沙鄉後寮村，主祀保生大帝；相傳建廟時間為明代萬曆30年（1602），為澎湖境內首開保生大帝信仰之廟宇，和湖西鄉的南寮保寧宮、北寮保安宮淵源深厚，三廟皆具備廟埕前立宮旗旗桿之特色。此外，澎湖縣知名觀光景點「後寮天堂路」便位於此廟左近。

## 沿革
白沙鄉後寮村民祖籍多源自福建泉州同安金門島（浯江），大明崇禎、南明永曆年間陸陸續續有移居紀錄，最初可追溯自萬曆年間的葉秋水。葉氏原與胞兄葉春山原本落腳澎湖後窟潭（今馬公市重光里），後自行徙居至後寮村，成為嵺山葉氏後寮一脈的開基始祖；此外，二十世紀傳統廟宇建築大木匠師葉得令、葉根壯叔姪亦屬此嵺山葉氏，為後窟潭一脈葉春山後人。
後寮威靈宮確切建廟時間不詳；根據廟中碑文紀錄，遷居後寮村的居民有感當地瘴癘頻傳，約莫於萬曆30年（1602）便共商議起建廟宇，共祀保生大帝，庇佑村內全境平安。臺灣明鄭時期結束後，康熙24年（1685）編撰的蔣毓英《臺灣府志》中便有南寮保寧宮的信史紀錄，而南寮保寧宮又是由後寮威靈宮分香，故後寮威靈宮建廟歷史最遠可追溯在康熙24年（1685）之前。1998年重建竣工。
明治33年（1900），日本知名人類學者伊能嘉矩（1867－1926）在澎湖調查時曾拜訪過此廟，留下關於廟中石敢當「魑魅魍魎碑」的口訪文字紀錄。

## 文物

### 宮旗
威靈宮立廟之初，相傳便已有兩枝旗桿立於宮廟兩側，以顯保生大帝之神威，後逢戰燹之禍一度損毀（時期不詳）。民國35至36年（1946－1947）年間，後寮村民於村落港邊先後拾獲兩座巨木，乃捐與威靈宮重立旗桿，歷時三十年後毀損傾壞，旗桿傾倒前夕神明降乩示警，讓村民幸免於難，此一往事迄今仍令村民感念不已；民國75年（1986），後寮村民購置阿里山巨木，在朱府千歲降鑾指示之下復立兩座宮旗，並同時舉辦建醮儀式，祈求風調雨順、全境平安。

### 魑魅魍魎碑
此石敢當乃玄武岩製成，碑文「魑魅魍魎」四字上頭皆添個「雨」字，上款：「道光貳拾貳壬寅孟春吉旦」（公元1842年農曆二月）、下款：「本鄉弟子仝立」。相傳乃是道光年間，後寮村與通梁村之間的沙漠出現一陰魂，時常作祟騷擾鄉民，請乩問事之後，便特意立此碑鎮壓妖魂肆虐。

## 圖輯

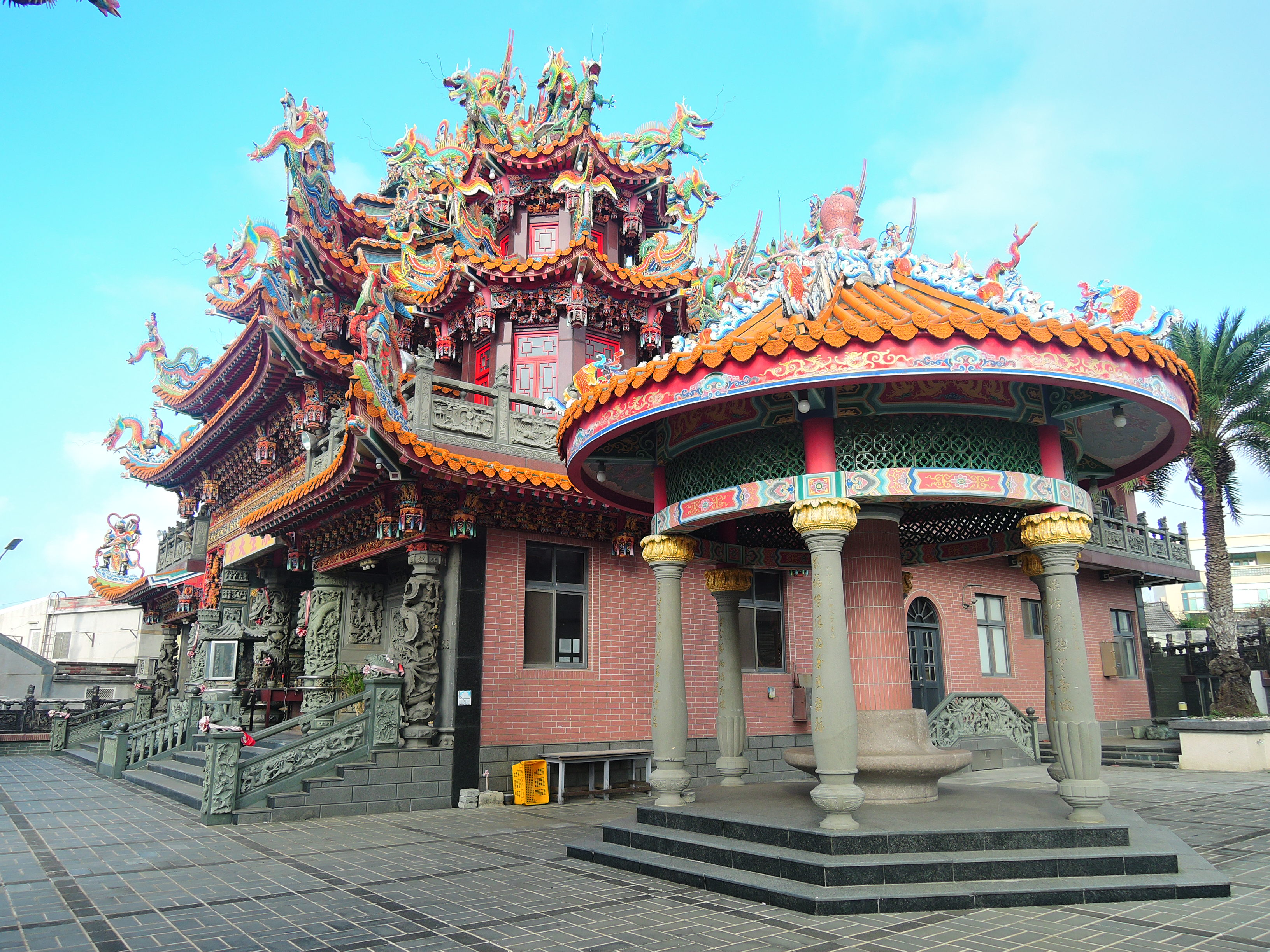
涼亭
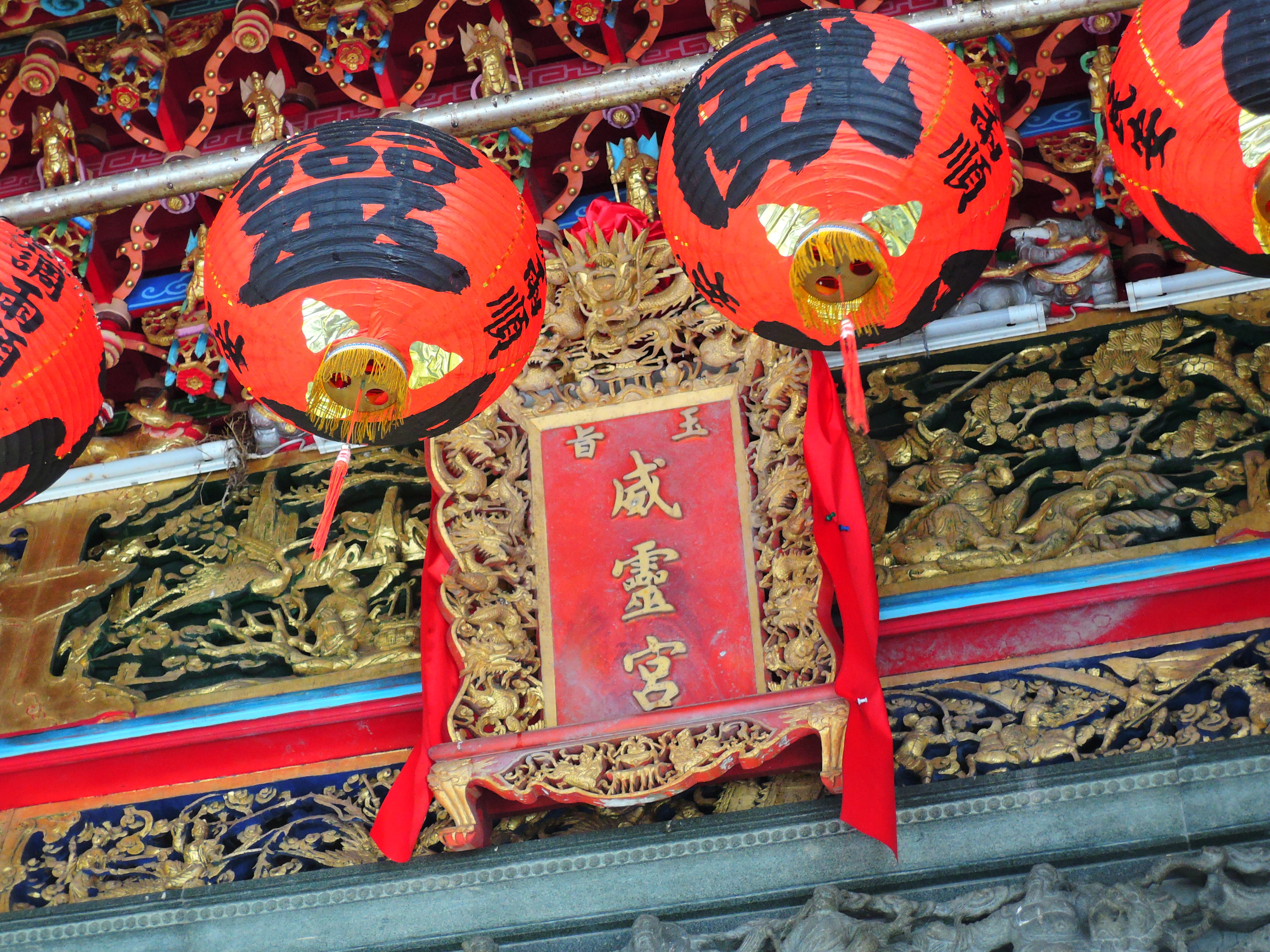
聖旨牌
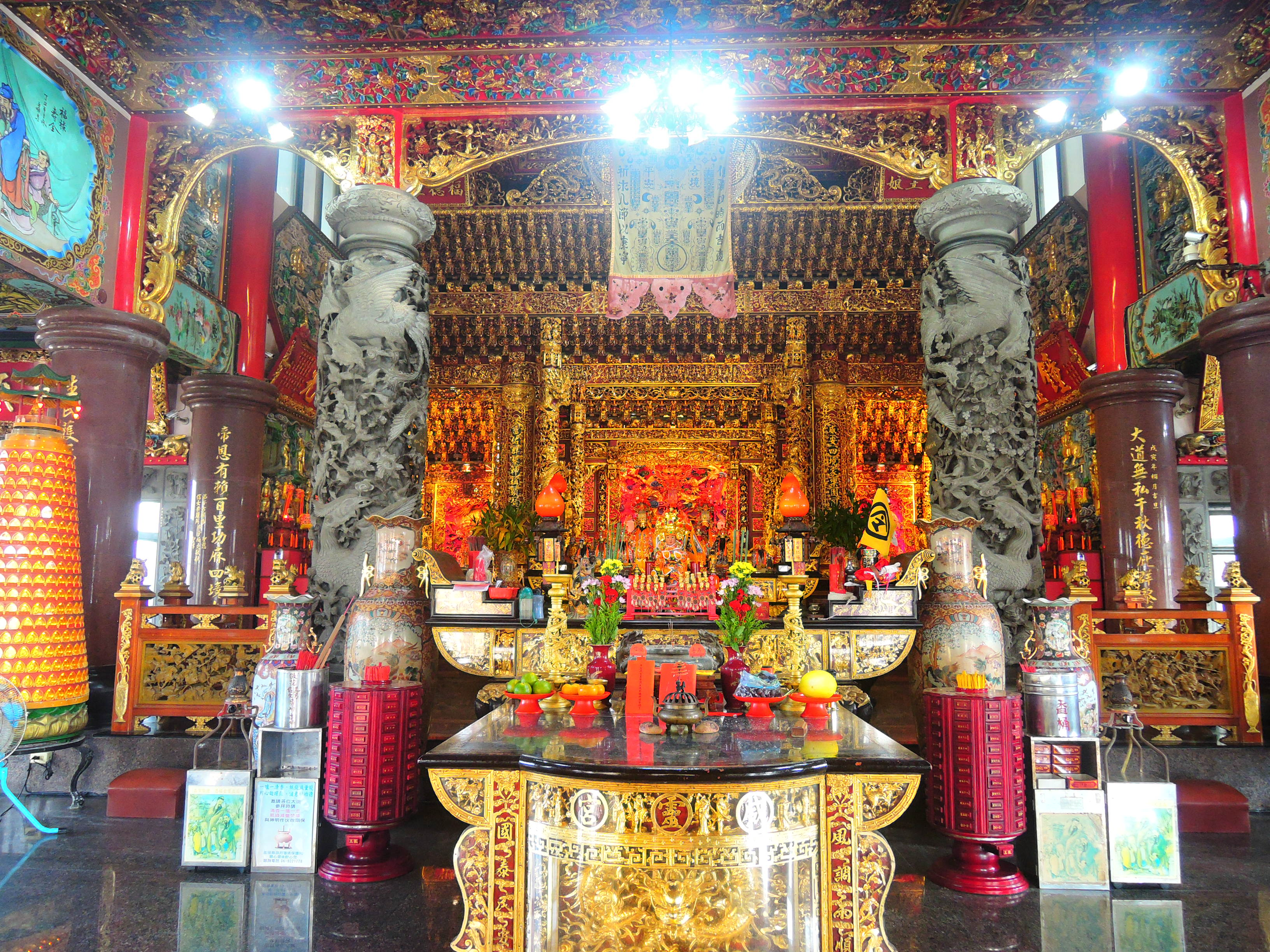
正殿
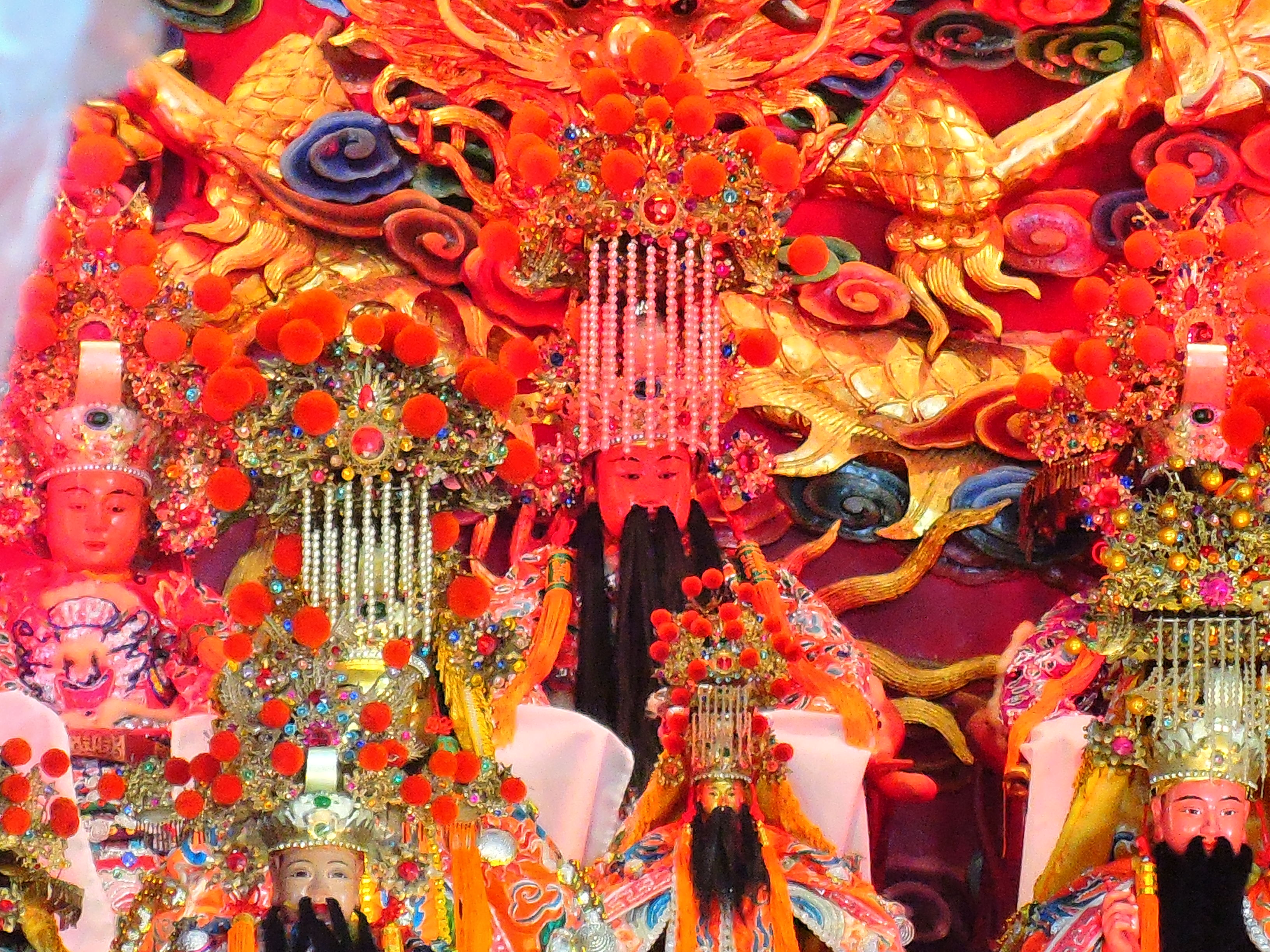
保生大帝像
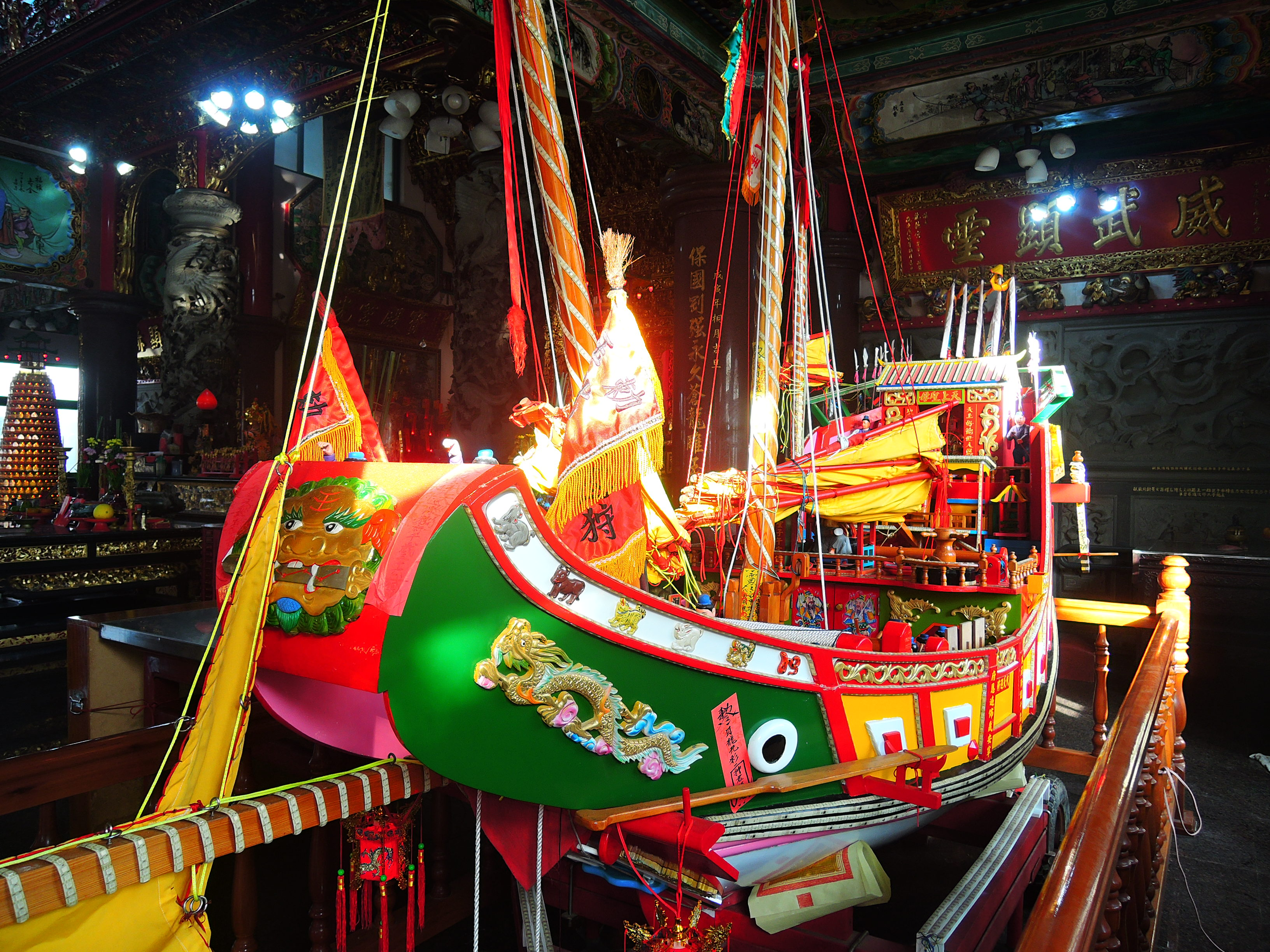
王船
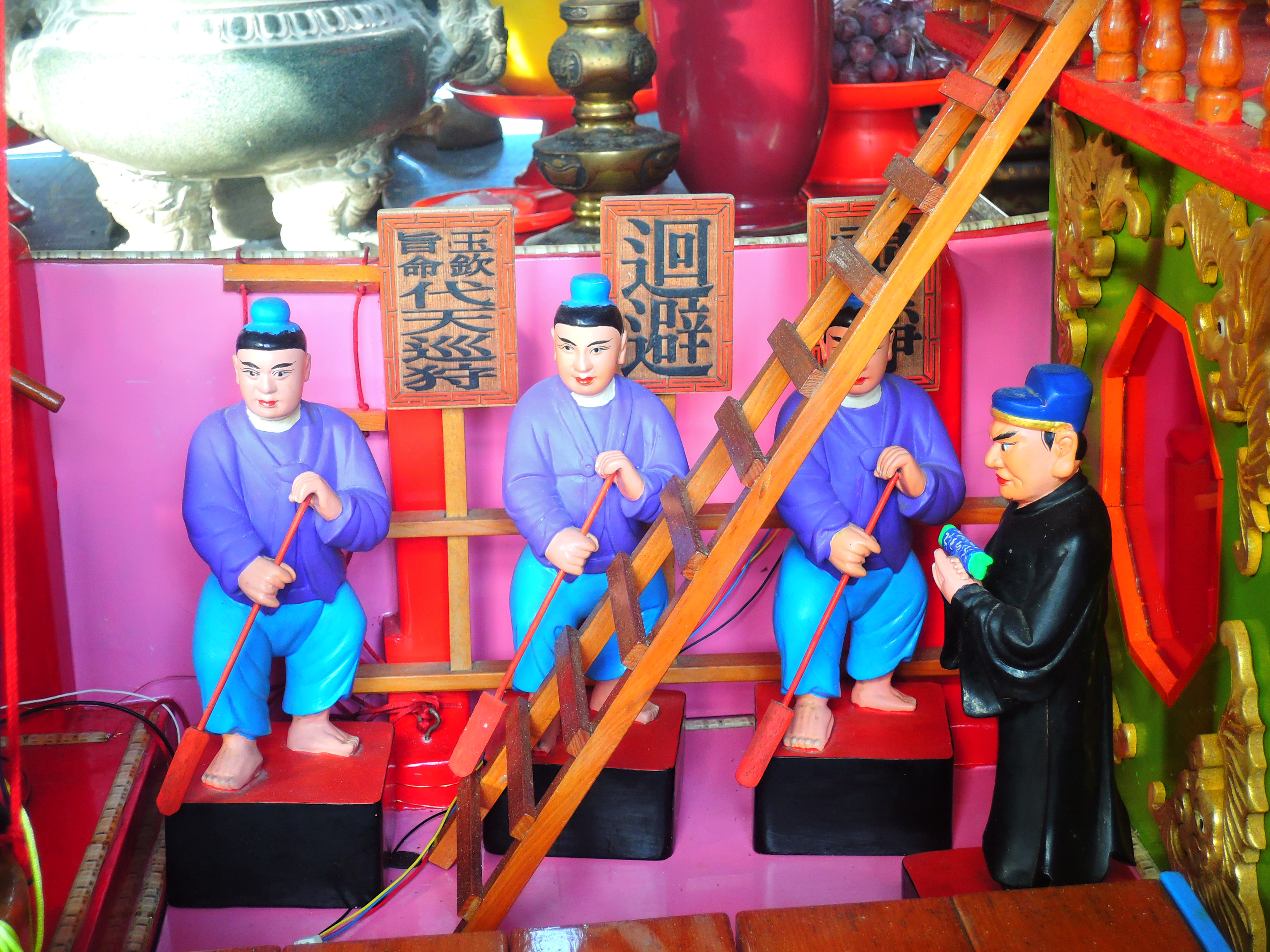
王船

## 外部連結
- 後寮威靈宮的Facebook專頁